# Balázs Péter
Balázs-Szabolcs Péter (* 1. August 1996 in Miercurea Ciuc) ist ein rumänischer Eishockeyspieler, der seit 2021 erneut beim HSC Csíkszereda in der rumänischen Eishockeyliga und der multinationalen Ersten Liga spielt.

## Karriere

### Club
Balász Péter, der der ungarischsprachigen Minderheit der Szekler in Rumänien angehört, begann seine Karriere beim HSC Csíkszereda, dem traditionsreichen Klub der Szekler aus seiner Heimatstadt, für den er in der ungarischen und der rumänischen U18-Liga spielte. 2011 wechselte er nach Deutschland, machte sein Abitur und spielte beim Krefelder EV zunächst in der Schüler-Bundesliga und später in der Deutschen Nachwuchsliga. Nach Ende seiner Juniorenzeit schloss er sich 2016 zunächst dem Neusser EV aus der Regionalliga West an. 2017 wechselte Péter nach Ungarn, wo er mit der zweiten Mannschaft von Alba Volán Székesfehérvár in der multinationalen Ersten Liga spielte. Ab 2018 stand er beim ASC Corona 2010 Brașov unter Vertrag, für den er ebenfalls in der Ersten Liga und zudem in der rumänischen Eishockeyliga auf dem Eis steht. Mit den Kronstädtern wurde er 2019 und 2021 Rumänischer Meister und 2021 auch Pokalsieger. Nach drei Jahren in Brașov kehrte er 2021 in seine Heimatstadt zurück und gewann mit dem HSC Csíkszereda 2022 sowohl die Erste Liga, als auch die rumänische Meisterschaft.

### International
Balász Péter spielt international im Gegensatz zu anderen Szeklern, die für Ungarn antreten, für sein Geburtsland Rumänien. Im Juniorenbereich nahm er an den U18-Weltmeisterschaften 2012 und 2013 sowie der U20-Weltmeisterschaft 2014 jeweils in der Division II teil. Zudem vertrat er Rumänien auch beim Europäischen Olympischen Jugendfestival 2013 in Brașov.
Sein Debüt in der Herren-Nationalmannschaft gab Péter bei der Weltmeisterschaft 2018 in der Division I, in der er auch 2019, 2022, 2023, als er zum besten Spieler seiner Mannschaft gewählt wurde, 2024, als er zum zweiten Mal in Folge als bester Spieler seiner Mannschaft ausgezeichnet wurde, und 2025 spielte. Zudem vertrat er seine Farben bei den Olympiaqualifikationsturnieren für die Winterspiele in Peking 2022 und in Mailand 2026 sowie beim Beat Covid-19 Ice Hockey Tournament, das im Mai 2021 im slowenischen Ljubljana ausgetragen wurde.

## Erfolge
- 2019 Aufstieg in die Division I, Gruppe A, bei der Weltmeisterschaft der Division I, Gruppe B
- 2019 Rumänischer Meister mit dem ASC Corona 2010 Brașov
- 2021 Rumänischer Meister und Pokalsieger mit dem CSM Corona Brașov
- 2022 Gewinn der Ersten Liga mit dem HSC Csíkszereda
- 2022 Rumänischer Meister mit dem HSC Csíkszereda

## Erste-Liga-Statistik
(Stand: Ende der Saison 2024/25)